# Concile d'Alexandrie (362)
Le concile tenu à Alexandrie en 362 fait partie des nombreux conciles d'Alexandrie tenus dans cette ville.
Entre autres décisions, il établit les bases d'un retour à la foi de Nicée officiellement abandonnée deux ans plus tôt par l'adoption du Symbole de Nicée-Constantinople.
Il est convoqué par Athanase d'Alexandrie, entre autres pour condamner la sévérité de Lucifer de Cagliari à l'origine du schisme "luciférien", envers les Ariens : ils manifestent en effet une attitude intransigeante à l'égard des personnes qui avaient abandonné la foi arienne pour se convertir au catholicisme. Y assistent également Eusèbe de Verceil, de retour de son bannissement de la Thébaïde et Astérios de Pétra. Ce synode condamne ceux qui nient la divinité de l'Esprit saint, et décrètent que les auteurs de l'hérésie arienne devaient être déposés, et sous réserve de leur repentance reçoivent seulement la communion laïque; mais que les prélats qui n'y sont tombés que par compulsion, et pour une courte durée, devaient sous réserve de leur repentance, conserver leurs diocèses. (Conc. t. vii. pp.73 et 680.) .